# Otnäs vattentorn

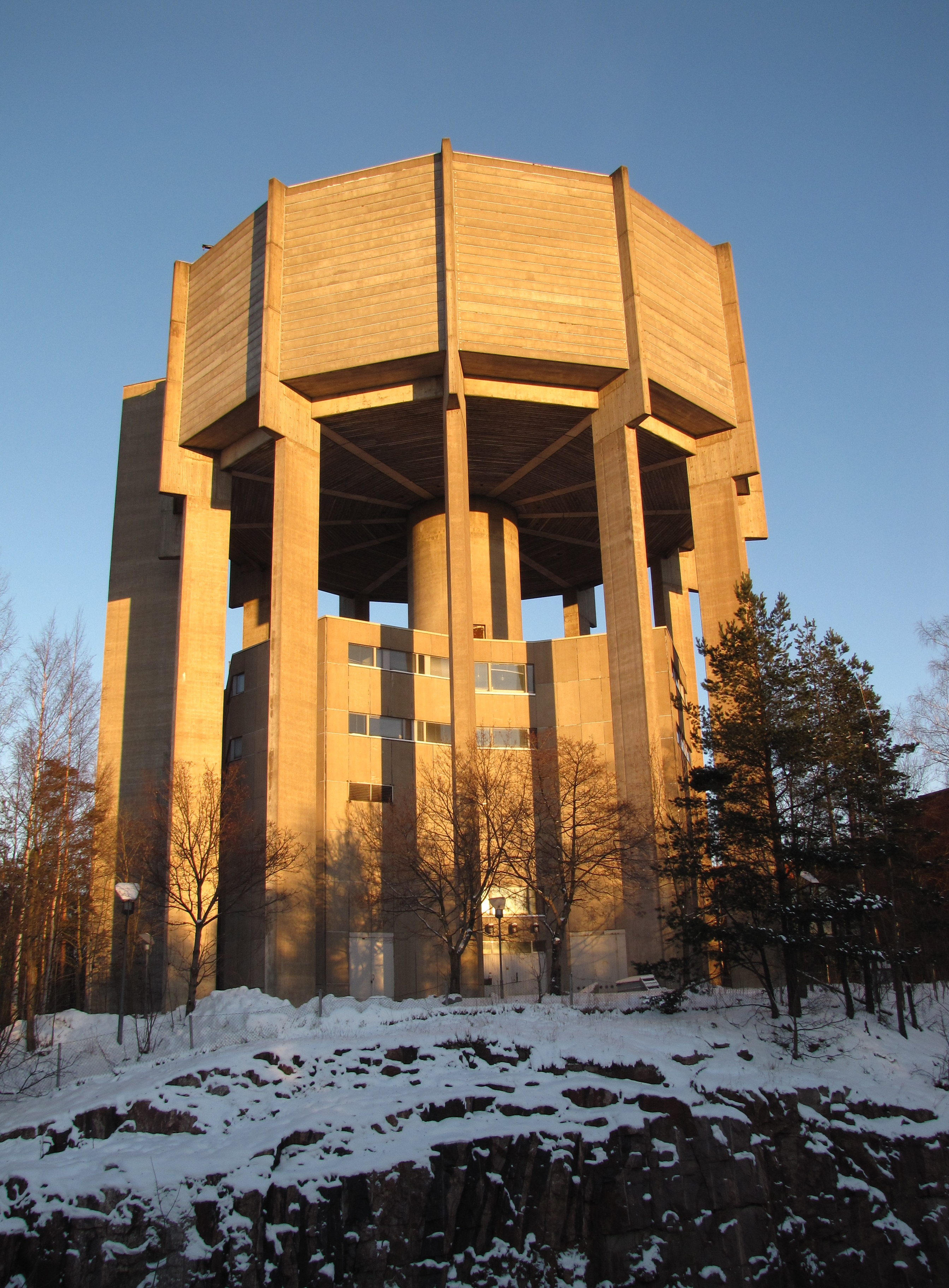
Otnäs vattentorn.

Otnäs vattentorn (finska: Otaniemen vesitorni) är ett vattentorn i stadsdelen Otnäs i finländska Esbo, strax öster om Ring I.
Tornet färdigställdes 1971 efter ritningar av arkitekten Alvar Aalto och rymmer 6 000 kubikmeter. Det är uppfört i betong som fått behålla sin naturliga färg och består av en tolvkantig cistern som reser sig på tolv pelare. Cisternen är förspänd och täcks av plattor i armerad betong som kan tas bort för underhåll. Tornet är 52 meter högt och i byggnaden under finns kontor samt en panncentral.